# Joaquim (pai de Maria)
São Joaquim (latim: Ioachim, e este do hebraico: Preparação de Javé) (Jerusalém,  88 a.C.-8 a.C.) foi, de acordo com a tradição sagrada, o marido de Santa Ana, o pai de Maria e o avô materno de Jesus Cristo. A história de Joaquim e Ana aparece pela primeira vez no Evangelho de Tiago, parte dos apócrifos do Novo Testamento. Seu dia de festa é 26 de julho, uma data compartilhada com Santa Ana.

## Biografia

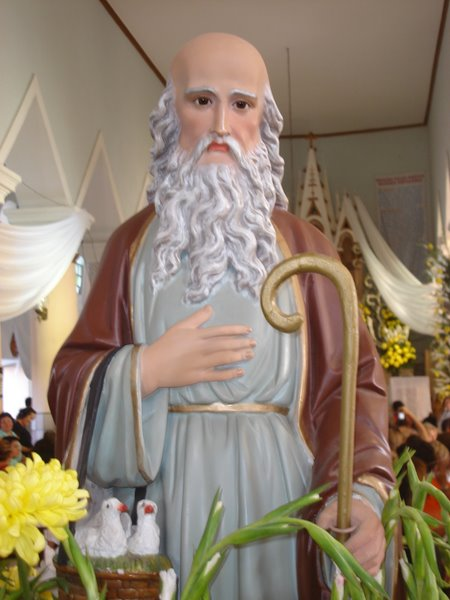
Imagem de São Joaquim, que está no altar-mor da Matriz de Sant'Ana, ao lado da imagem de Sant'Ana em Currais Novos.

De acordo com os Evangelhos, Jesus foi neto de Heli  ou de Jacó. Alguns comentaristas fazem uma identificação, duvidosa, de São Joaquim com Heli, através da variação do nome: Joaquim - Eliaquim - Eli - Heli.
Pelo texto Caverna dos Tesouros, atribuído a Efrém da Síria, Maria era filha de Ana (Hannâ ou Dînâ) e Yônâkhîr.. Maria nasceu sessenta anos depois que seu pai, São Joaquim, tomou Santa Ana por esposa. Jacó e Joaquim eram irmãos gêmeos, filhos de Matã e Sebhrath, filha de Finéias; e Matã era filho de Eleazar e Dîbath, filha de Tôlâh.
Os dados biográficos que sabemos sobre os pais da Virgem Maria foram legados pelo Proto-Evangelho de Tiago, obra citada em diversos estudos dos padres da Igreja Oriental, como Epifânio e Gregório de Níssa.
São Joaquim pertencia à família real de Davi, e era parente próximo de São José, sendo que os padres bolandistas, que dirigiram a publicação da Acta Sanctorum de 1643  a 1794, afirmam em seus estudos que São Joaquim era irmão de São José.
Os estudiosos e historiadores afirmam com base em documentos antigos que Joaquim, cujo nome vem do hebraico e significa "preparação de Javé", era um homem de posses, descendente direto do rei Davi e parente próximo de São José, que veio a ser esposo de Maria e pai terreno de Jesus. 
Diz-se que São Joaquim fora censurado pelo sacerdote Rúben por não ter filhos. Mas, Sant’Ana, sua mulher já era idosa e estéril. Confiando no poder divino, São Joaquim retirou-se ao deserto para orar e meditar. Tiago diz que um anjo do Senhor lhe apareceu, dizendo que Deus havia ouvido suas preces. Tendo voltado ao lar, algum tempo depois Sant’Ana ficou grávida de Maria.
O casal teria sido residente em Jerusalém, ao lado da piscina de Betesda, onde hoje se ergue a Basílica de Sant’Ana; e, num sábado, 8 de setembro do ano 20 a.C., segundo a tradição cristã teria lhes nascido uma filha que recebeu o nome de Miriam, que em hebraico significa Senhora, Soberana, traduzido para o latim como Maria.
Diz a tradição cristã que São Joaquim morreu com a idade de oitenta anos, quando Maria Santíssima era ainda menina de doze anos. Até então, ela era aluna da escola do Templo de Jerusalém, onde fora oferecida aos três anos de idade.
Além da paternidade de Maria, supõe-se que Joaquim possa ter tido outra filha cujo nome teria sido Salomé. Pois no verso 25 do capítulo 19 do Evangelho segundo João diz que aos pés da cruz estava a irmã de Maria. Sem contar com a hipótese de também ser pai de outra Maria que estava no dia da morte de Jesus Maria de Cleofas.

## No catolicismo
A devoção aos pais de Nossa Senhora é muito antiga no oriente, onde foram cultuados desde os primeiros séculos da era  cristã, atingindo sua plenitude no século VI. São João Damasceno, ao comentar o Natal, fala dos pais de Maria como sendo o casal São Joaquim e Santa Ana. Já no ocidente, o culto de São Joaquim tornou-se muito difundido no século XV.
Sua festa era celebrada originalmente no dia 20 de março, associada à de São José, tendo sido depois transferida para o dia 16 de agosto, para associar-lhe ao triunfo da filha na celebração da Assunção, no dia precedente. 
Em 1879, o papa Leão XIII, cujo nome de batismo era Gioacchino (versão italiana de Joaquim), estendeu sua festa a toda Igreja. Finalmente, o Papa Paulo VI associou num único dia, 26 de julho, a celebração dos pais de Maria Santíssima.

## Ancestralidade de Jesus
Ancestrais de Jesus segundo Éfrem da Síria:
|          |          | Eleazar  | Eleazar  | Eleazar  | Eleazar  | Eleazar | Eleazar |      |      |      |      |      |      | Dîbath | Dîbath | Dîbath | Dîbath | Dîbath | Dîbath |          |          |          |          | Finéias  | Finéias  | Finéias  | Finéias  | Finéias  | Finéias  |       |       |        |        |        |        |        |        |  |  |  |  |  |  |  |  |  |  |  |  |  |  |  |  |  |  |  |  |  |  |  |  |
|          |          | Eleazar  | Eleazar  | Eleazar  | Eleazar  | Eleazar | Eleazar |      |      |      |      |      |      | Dîbath | Dîbath | Dîbath | Dîbath | Dîbath | Dîbath |          |          |          |          | Finéias  | Finéias  | Finéias  | Finéias  | Finéias  | Finéias  |       |       |        |        |        |        |        |        |  |  |  |  |  |  |  |  |  |  |  |  |  |  |  |  |  |  |  |  |  |  |  |  |
|          |          |          |          |          |          |         |         |      |      |      |      |      |      |        |        |        |        |        |        |          |          |          |          |          |          |          |          |          |          |       |       |        |        |        |        |        |        |  |  |  |  |  |  |  |  |  |  |  |  |  |  |  |  |  |  |  |  |  |  |  |  |
| Eleazur  | Eleazur  | Eleazur  | Eleazur  | Eleazur  | Eleazur  |         |         | Matã | Matã | Matã | Matã | Matã | Matã |        |        |        |        |        |        |          |          |          |          | Sebhrath | Sebhrath | Sebhrath | Sebhrath | Sebhrath | Sebhrath |       |       | Pâkôdh | Pâkôdh | Pâkôdh | Pâkôdh | Pâkôdh | Pâkôdh |  |  |  |  |  |  |  |  |  |  |  |  |  |  |  |  |  |  |  |  |  |  |  |  |
| Eleazur  | Eleazur  | Eleazur  | Eleazur  | Eleazur  | Eleazur  |         |         | Matã | Matã | Matã | Matã | Matã | Matã |        |        |        |        |        |        |          |          |          |          | Sebhrath | Sebhrath | Sebhrath | Sebhrath | Sebhrath | Sebhrath |       |       | Pâkôdh | Pâkôdh | Pâkôdh | Pâkôdh | Pâkôdh | Pâkôdh |  |  |  |  |  |  |  |  |  |  |  |  |  |  |  |  |  |  |  |  |  |  |  |  |
|          |          |          |          |          |          |         |         |      |      |      |      |      |      |        |        |        |        |        |        |          |          |          |          |          |          |          |          |          |          |       |       |        |        |        |        |        |        |  |  |  |  |  |  |  |  |  |  |  |  |  |  |  |  |  |  |  |  |  |  |  |  |
|          |          |          |          |          |          |         |         |      |      |      |      |      |      |        |        |        |        |        |        |          |          |          |          |          |          |          |          |          |          |       |       |        |        |        |        |        |        |  |  |  |  |  |  |  |  |  |  |  |  |  |  |  |  |  |  |  |  |  |  |  |  |
|          |          |          |          |          |          |         |         |      |      |      |      |      |      |        |        |        |        |        |        |          |          |          |          |          |          |          |          |          |          |       |       |        |        |        |        |        |        |  |  |  |  |  |  |  |  |  |  |  |  |  |  |  |  |  |  |  |  |  |  |  |  |
| Hadbhîth | Hadbhîth | Hadbhîth | Hadbhîth | Hadbhîth | Hadbhîth |         |         | Jacó | Jacó | Jacó | Jacó | Jacó | Jacó |        |        |        |        |        |        | Yônâkhîr | Yônâkhîr | Yônâkhîr | Yônâkhîr | Yônâkhîr | Yônâkhîr |          |          |          |          |       |       | Dînâ   | Dînâ   | Dînâ   | Dînâ   | Dînâ   | Dînâ   |  |  |  |  |  |  |  |  |  |  |  |  |  |  |  |  |  |  |  |  |  |  |  |  |
| Hadbhîth | Hadbhîth | Hadbhîth | Hadbhîth | Hadbhîth | Hadbhîth |         |         | Jacó | Jacó | Jacó | Jacó | Jacó | Jacó |        |        |        |        |        |        | Yônâkhîr | Yônâkhîr | Yônâkhîr | Yônâkhîr | Yônâkhîr | Yônâkhîr |          |          |          |          |       |       | Dînâ   | Dînâ   | Dînâ   | Dînâ   | Dînâ   | Dînâ   |  |  |  |  |  |  |  |  |  |  |  |  |  |  |  |  |  |  |  |  |  |  |  |  |
|          |          |          |          |          |          |         |         |      |      |      |      |      |      |        |        |        |        |        |        |          |          |          |          |          |          |          |          |          |          |       |       |        |        |        |        |        |        |  |  |  |  |  |  |  |  |  |  |  |  |  |  |  |  |  |  |  |  |  |  |  |  |
|          |          |          |          | José     | José     | José    | José    | José | José |      |      |      |      |        |        |        |        |        |        |          |          |          |          |          |          | Maria    | Maria    | Maria    | Maria    | Maria | Maria |        |        |        |        |        |        |  |  |  |  |  |  |  |  |  |  |  |  |  |  |  |  |  |  |  |  |  |  |  |  |
|          |          |          |          | José     | José     | José    | José    | José | José |      |      |      |      |        |        |        |        |        |        |          |          |          |          |          |          | Maria    | Maria    | Maria    | Maria    | Maria | Maria |        |        |        |        |        |        |  |  |  |  |  |  |  |  |  |  |  |  |  |  |  |  |  |  |  |  |  |  |  |  |
|          |          |          |          |          |          |         |         |      |      |      |      |      |      |        |        |        |        |        |        |          |          |          |          |          |          |          |          |          |          |       |       |        |        |        |        |        |        |  |  |  |  |  |  |  |  |  |  |  |  |  |  |  |  |  |  |  |  |  |  |  |  |
|          |          |          |          |          |          |         |         |      |      |      |      |      |      | Jesus  |        |        |        |        |        |          |          |          |          |          |          |          |          |          |          |       |       |        |        |        |        |        |        |  |  |  |  |  |  |  |  |  |  |  |  |  |  |  |  |  |  |  |  |  |  |  |  |